# کلارک (لوئیزیانا)
کلارک (به انگلیسی: Clarks) شهری در ایالت لوئیزیانا کشور ایالات متحده آمریکا است که جمعیت آن در سرشماری سال ۲۰۱۰ میلادی، ۱٬۰۱۷ نفر بوده‌است.